# Bregenz
Bregenz és una ciutat austríaca, capital de l'estat federat de Vorarlberg a l'oest del país. La ciutat, propera a les fronteres de Suïssa i d'Alemanya, està situada a la riba del llac de Constança.
Bregenz es troba en el districte homònim, a una altitud de 400 metres. Té una població de 26.752 habitants (2001) i una superfície de 29,51 km².
La ciutat de Bregenz és el centre polític, administratiu i de serveis de Vorarlberg i també un centre industrial i turístic. Disposa d'un museu d'art, el Museu d'Art de Bregenz.